# Rheotanytarsus calakmulensis
Rheotanytarsus calakmulensis är en tvåvingeart som beskrevs av Kyerematen och Andersen 2002. Rheotanytarsus calakmulensis ingår i släktet Rheotanytarsus och familjen fjädermyggor. Inga underarter finns listade i Catalogue of Life.